# Djambala flygplats
Djambala flygplats är en flygplats vid staden Djambala i Kongo-Brazzaville. Den ligger i den centrala delen av landet, 200 km norr om huvudstaden Brazzaville. Djambala flygplats ligger 791 meter över havet. IATA-koden är DJM och ICAO-koden FCBD. Flygplatsen byggdes ut 2012–2013 och kan sedan dess ta emot Boeing 737:or på en 2 500 m lång landningsbana.